# Johann Heinrich von Thünen
 (août 2016).
Si vous disposez d'ouvrages ou d'articles de référence ou si vous connaissez des sites web de qualité traitant du thème abordé ici, merci de compléter l'article en donnant les références utiles à sa vérifiabilité et en les liant à la section « Notes et références ».
Johann Heinrich von Thünen, parfois Thuenen, né le 24 juin 1783 à Canarienhausen, principauté d'Anhalt-Zerbst, décédé le 22 septembre 1850 à Tellow près de Teterow, grand-duché de Mecklembourg-Schwerin, était un économiste allemand.

## Biographie
Après une enfance passée à Hooksiel et Jever en Basse-Saxe, Thünen reçoit de 1799 à 1803 un enseignement agricole délivré par plusieurs exploitants dans la région de Hambourg. Il suit plus tard deux semestres d'études à l'université de Göttingen.
Après son mariage en 1806, il prend en fermage une exploitation en Poméranie. Trois ans plus tard, il achète une propriété de 465 hectares à Tellow dans le Mecklembourg. À côté de la gestion de son entreprise, Thünen s'occupe de l'enrichissement des terres par fertilisation tout en étudiant le mouvement des prix des céréales.
En 1818, Thünen devient membre d'une association patriotique locale, puis assure durant deux ans les fonctions de directeur du district de Teterow. Il publie en 1826 chez Friedrich Perthes à Hambourg le résultat de ses réflexions économiques dans un ouvrage intitulé "l'État isolé en relation avec l'agriculture et l'économie nationale" ("Der isolierte Staat in Beziehung auf Landwirthschaft und Nationalökonomie"). Compte tenu de la qualité de ses recherches, il est nommé en 1830 docteur honoris causa par l'université de Rostock. En 1836-38, il assure les fonctions de vice-directeur de l'association patriotique de Mecklembourg.
En 1842, il fait paraître une édition revue et augmentée de son livre chez Leopold à Rostock. En 1844, il participe aux travaux agronomiques de la société agricole du Mecklembourg. Lors des événements du printemps 1848, Thünen lance un projet de participation aux bénéfices des entreprises pour les ouvriers de Tellow, ce qui anticipe sur les principes qui seront établis plus tard par Bismarck dans l'empire allemand. En juin suivant, il est fait citoyen d'honneur de la ville de Teterow. La même année, Thünen est élu suppléant du député Johann Pogge dans le cadre du futur Parlement de Francfort ("die Nationalversammlung"), ville où il ne se rendra jamais.
Il publie enfin, l'année de sa mort, la deuxième partie de son ouvrage dans laquelle il présente sa théorie du "salaire naturel", formule exprimée dans une équation qui est gravée sur sa pierre tombale à Prebberede-Belitz près de Teterow.

## Théorie

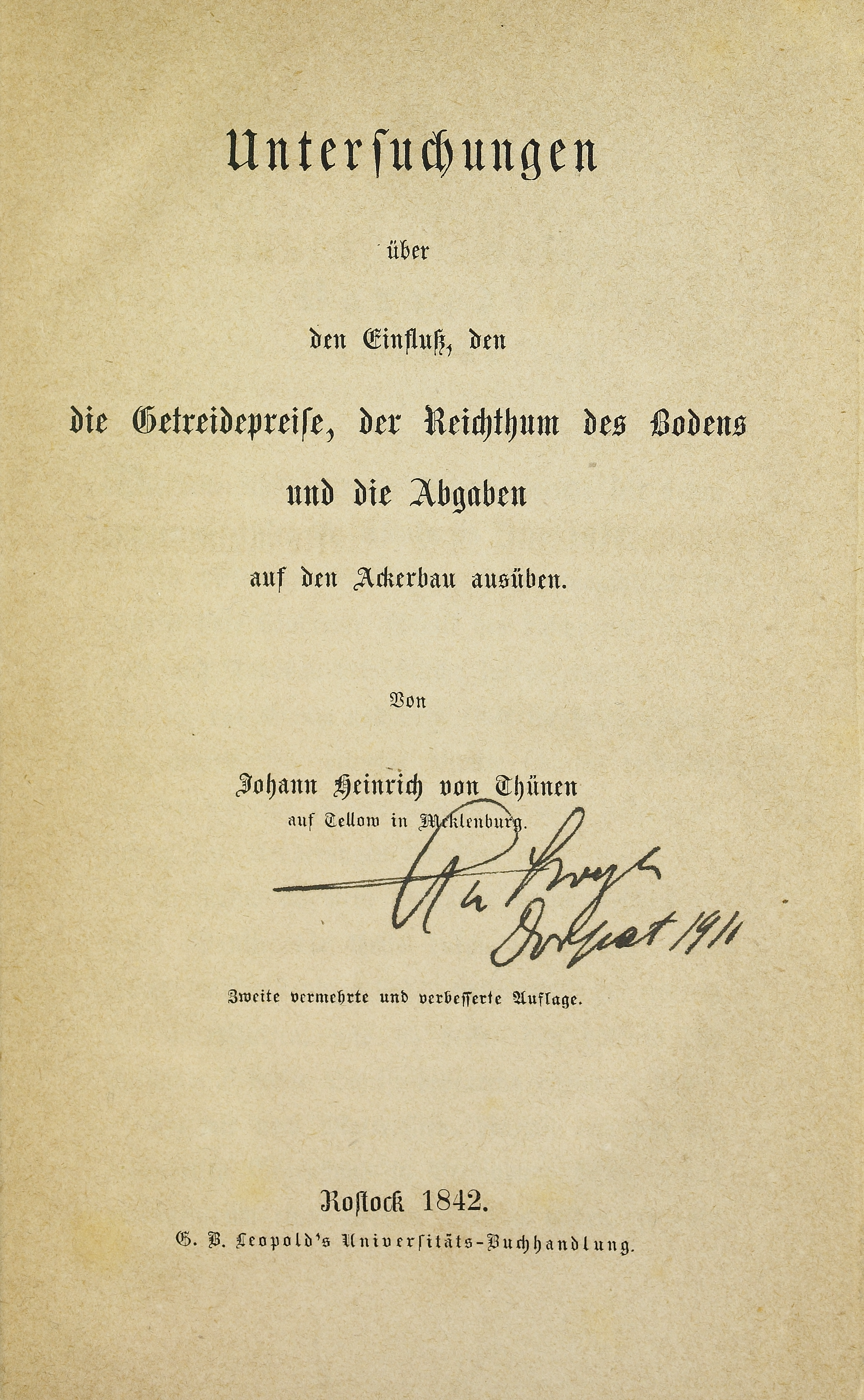
Untersuchungen uber den Einfluss, den die Getrieidepreise, der Reichthum des Zodens und die Abgaben auf den Ackerbau ausuben, 1842

Thünen a développé les bases mathématiques de la théorie de la productivité marginale, résumées par la formule suivante :
R = r×(p – c) – r×T×m
Avec : 
- R = la rente foncière
- r = le rendement par unité de surface
- p = le prix du marché par unité de produit
- c = les charges de fabrication par unité de produit
- T = le coût du transport, en unité de compte par unité de produit et par unité de distance
- m = la distance au marché

Le modèle ainsi défini repose sur les hypothèses suivantes :
- Le marché est situé au centre d’un « État isolé »
- L’État isolé est entouré d’étendues sauvages
- Le pays est plat, sans rivière ni montagne
- Les qualités du sol et du climat sont homogènes
- Les producteurs apportent directement leurs produits aux marchés par le chemin le plus court (il n’y a pas de routes)
- Les producteurs se comportent de manière à maximiser le profit.

Le modèle de Thünen : le point noir représente la ville ; 1 (blanc) la zone de maraîchage et élevage laitier ; 2 (vert) la forêt pour le bois de chauffage ; 3 (jaune) céréales, cultures de plein champ ; 4 (rouge) élevage extensif. La zone sombre en extérieur représente la région où l’agriculture n’est plus rentable.

Dans sa théorie de l’État isolé, Thünen est parti de l’idée d’"homme économique" développée par Adam Smith, selon laquelle le producteur cherche à maximiser le profit de sa terre. Thünen, propriétaire terrien, savait qu’un tel profit repose sur l’utilisation optimale des surfaces et des coûts de transport. En se concentrant sur ces deux variables, et en faisant disparaître les autres facteurs, il obtient un État isolé homogène, avec une ville-marché en son centre. L’économie dans la zone avoisinante se réorganise alors en fonction du comportement économique prédéfini. Le coût du transport dépend de la distance et du produit. Le profit par unité de surface (rente de situation) décroît plus la distance au marché est grande. La rente de situation, selon le terme utilisé par Thünen, doit être comprise comme la valeur maximale qu’un producteur peut payer pour la terre, sans perdre d’argent.
Thünen conclut que la production d’une denrée ne vaut la peine qu’à une distance donnée du marché. En dehors de cette distance, soit le coût de la terre (rente foncière) ou de transport devient trop élevé, soit une autre culture est plus rentable. Thünen ayant calculé les coûts de transport par la distance à vol d’oiseau du marché, les zones ainsi définies sont circulaires : les anneaux de Thünen.
Les produits ayant des coûts de transport élevés (légumes, lait dans le cadre du calcul de l’époque) sont localisés où la rente foncière est la plus élevée. À l’inverse, les produits ayant des coûts de transport plus faibles (bétail vif par exemple) sont localisés dans les zones les plus éloignées du marché. La rente foncière caractérise le montant le plus élevé que le producteur d’un produit donné peut payer, et constitue un indicateur de la compétitivité sur ce produit dans la ville-marché.
Compte tenu des postulats, impossibles à trouver dans la réalité, les hypothèses de Thünen se réalisent rarement : la Pampa argentine autour de Buenos Aires, le Choa en Éthiopie, la Mancha en Espagne où on trouve des céréales autour des villages (facteur travail important) et des vignes au-delà (facteur travail faible). Toutefois, son modèle a servi pour interpréter le schéma urbain de la ville de Chicago aux États-Unis.

## Œuvres
Johann Heinrich von Thünen, Der Isolierte Staat in Beziehung auf Landwirtschaft und Nationalökonomie oder Untersuchungen über den Einfluss, den die Getreidepreise, der Reichthum des Bodens und die Abgaben auf den Ackerbau ausüben, Dusseldorf, Wissenschaft und Finanzen GmhH, 1986, p. 290
Johann Heinrich von Thünen, Recherches sur l'influence que le prix des grains, la richesse du sol et les impôts exercent sur les systèmes de culture (traduit de l'allemand par M. Jules Laverrière), Paris, Guillaumet et Cie, Librairies, 1851, p. 290 